# Хон'імбо Сюсаку
Хон'імбо Сюсаку (яп. 本因坊 秀策). Ім'я при народженні — Кувабара Торадзіро (яп. 桑原 虎次郎, кириліз.: Кувабара Торадзіро:).  Видатний гравець у ґо, на думку багатьох експертів — найвизначніший майстер XIX століття. Народився 6 червня 1829 року. Помер  — 10 серпня 1862 року під час епідемії.

## Біографія
Його називали «непереможним» після того, як він здобув 19 перемог поспіль на щорічних замкових іграх. Замковими іграми називали щорічний фестиваль у палаці імператора, в якому змагалися між собою представники чотирьох офіційних шкіл го. Дехто вважав, що він не сильніший за свого вчителя, Хон'імбо Сюву, який традиційно не брав участі у замкових іграх. Крім того, з поваги до вчителя, Сюсаку відмовився грати проти нього білими (чорні в го при грі без комі мають перевагу, тому виграш чорними за таких умов не вважається свідченням переваги, і, в кращому разі, може свідчити про рівну силу суперників), тому неможливо точно визначити різницю в їхній майстерності. Наприклад, Сюсаку грав краще від Оти Юдзо, але вважав його серйозним суперником, у той час як Сюва вигравав у Оти легко.
Тільки двох гравців за всю історію го називали «Святими го» (Кісей), і Сюсаку — один з них, другий — Хон'імбо Досаку (1645–1702). Також на цей титул претендував Хон'імбо Дзьова, але не отримав його з політичних причин. Навіть сьогодні Сюсаку вважається одним з найкращих гравців у го, серед всіх, які коли-небудь жили.

### Молоді роки
Торадзіро народився на острові Інношіма, недалеко від міста Ономіті (сучасна префектура Хіросіма), в родині купця Кувабари Вадзо. Володар тих місць, що належав до самурайського роду Асано, зігравши з хлопчиком партію, взяв його під свою опіку та дозволив вивчати го під керівництвом свого особистого вчителя, монаха Хосина, гравця професійного рівня.
У 1837, у віці 8 років, вже граючи майже на професійному рівні, Торадзіро залишив свій дім, щоб приєднатися до школи Хон'імбо (найсильнішої школи го в Японії), офіційно ставши учнем Хон'імбо Дзьови, хоча його навчанням переважно займалися старші учні. 3 січня 1840 Торадзіро отримав перший дан.
| \| \| \| \| \| \| \| \| \| \| \| \| \| \| \| \| \| \| \| \| \| \| \| \| \| \| \| \| \| \| \| \| \| \| \| \| \| \| \| \| \| \| \| \| \| \| \| \| \| \| \| \| \| \| \| \| \| \| \| \| \| \| \| \| \| \| \| \| \| \| \| \| \| \| \| \| \| \| \| \| \| \| \| \| \| \| \| \| \| \| \| \| \| \| \| \| \| \| \| \| \| \| \| \| \| \| \| \| \| \| \| \| \| \| \| \| \| \| \| \| \| \| \| \| \| \| \| \| \| \| \| \| \| \| \| \| \| \| \| \| \| \| \| \| \| \| \| \| \| \| \| \| \| \| \| \| \| \| \| \| \| \| \| \| \| \| \| \| \| \| \| \| \| \| \| \| \| \| \| \| \| \| \| \| \| \| \| \| \| \| \| \| \| \| \| \| \| \| \| \| \| \| \| \| \| \| \| \| \| \| \| \| \| \| \| \| \| \| \| \| \| \| \| \| \| \| \| \| \| \| \| \| \| \| \| \| \| \| \| \| \| \| \| \| \| \| \| \| \| \| \| \| \| \| \| \| \| \| \| \| \| \| \| \| \| \| \| \| \| \| \| \| \| \| \| \| \| \| \| \| \| \| \| \| \| \| \| \| \| \| \| \| \| \| \| \| \| \| \| \| \| \| \| \| \| \| \| \| \| \| \| \| \| \| \| \| \| \| \| \| \| \| \| \| \| \| \| \| \| \| \| \| \| \| \| \| \| \| \| \| \| \| \| \| \| \| \| \| \| \| \| \| \| \| \| \| \| \| \| \| \| \| \| \| \| \| \| \| \| \| \| \| \| \| \| \| \| \| \| \| |  |  |  |  |  |  |  |  |  |  |  |  |  |  |  |  |  |  |
| «Хід почервонілих вух» |  |  |  |  |  |  |  |  |  |  |  |  |  |  |  |  |  |  |
| |  |  |  |  |  |  |  |  |  |  |  |  |  |  |  |  |  |  |
| |  |  |  |  |  |  |  |  |  |  |  |  |  |  |  |  |  |  |
| |  |  |  |  |  |  |  |  |  |  |  |  |  |  |  |  |  |  |
| |  |  |  |  |  |  |  |  |  |  |  |  |  |  |  |  |  |  |
| |  |  |  |  |  |  |  |  |  |  |  |  |  |  |  |  |  |  |
| |  |  |  |  |  |  |  |  |  |  |  |  |  |  |  |  |  |  |
| |  |  |  |  |  |  |  |  |  |  |  |  |  |  |  |  |  |  |
| |  |  |  |  |  |  |  |  |  |  |  |  |  |  |  |  |  |  |
| |  |  |  |  |  |  |  |  |  |  |  |  |  |  |  |  |  |  |
| |  |  |  |  |  |  |  |  |  |  |  |  |  |  |  |  |  |  |
| |  |  |  |  |  |  |  |  |  |  |  |  |  |  |  |  |  |  |
| |  |  |  |  |  |  |  |  |  |  |  |  |  |  |  |  |  |  |
| |  |  |  |  |  |  |  |  |  |  |  |  |  |  |  |  |  |  |
| |  |  |  |  |  |  |  |  |  |  |  |  |  |  |  |  |  |  |
| |  |  |  |  |  |  |  |  |  |  |  |  |  |  |  |  |  |  |
| |  |  |  |  |  |  |  |  |  |  |  |  |  |  |  |  |  |  |
| |  |  |  |  |  |  |  |  |  |  |  |  |  |  |  |  |  |  |
| |  |  |  |  |  |  |  |  |  |  |  |  |  |  |  |  |  |  |
| |  |  |  |  |  |  |  |  |  |  |  |  |  |  |  |  |  |  |

### Швидке зростання
У 1840 Торадзіро покинув місто Едо та повернувся на батьківщину, де пробув більше року. Наступні кілька років він постійно підвищував свою майстерність, досягнувши 4 дану в 1844 році, після чого знову повернувся додому на тривалий період. У квітні-травні 1846 року, повернувшись до Едо, він грав проти Геннай Інсекі, одного з найсильніших гравців того часу. У першій партії Торадзіро грав з форою у два камені, але суперник вирішив, що така фора занадто велика, і запропонував припинити партію. У другій грі Торадзіро грав чорними без фори. Ця гра залишилася в історії як «гра почервонілих вух»: Геннай зіграв нове дзьосекі, Торадзіро, відповідаючи, помилився, тому йому довелося наполегливо захищатися. У середині гри глядачі, за винятком одного лікаря, вважали, що Геннай переможе. Лікар згодом зізнавався, що він не сильний у грі, але зауважив, що після одного з ходів Торадзіро у Геннай почервоніли вуха, що видало його хвилювання. У підсумку Торадзіро виграв з перевагою в два очки. Ця партія є однією з найвідоміших, а «хід почервонілих вух Сюсаку», можливо, — найзнаменитіший хід в історії го.
Повернувшись до Едо, Торадзіро не лише отримав п'ятий дан, а й був названий офіційним спадкоємцем Хон'імбо Сюви, тобто згодом повинен був очолити рід Хон'імбо. Спочатку він відмовлявся, посилаючись на зобов'язання перед родом Асано, але коли це питання було врегульоване, погодився і взяв ім'я Хон'імбо Сюсаку.
Як офіційний спадкоємець школи Хон'імбо Сюсаку здобув у суспільстві вище становище. Його майстерність також зросла і, нарешті, досягла сьомого дану (за одними відомостями — в 1849, за іншими — в 1853 році). Після того, як його друг та суперник Ота Юдзо був змушений грати проти нього з форою, його визнали найсильнішим гравцем з усіх, за винятком Сюви.

### Сандзюбанґо
1853 року Ясуї Санті, Іто Сева, Сакагуті Сентоку, Хатторі Сейтецу і Ота Юдзо, зібравшись у палаці в Едо, обговорювали силу гри Сюсаку і те, чи може він називатися найсильнішим гравцем. Ота Юдзо не погодився з цією думкою. Він запропонував зіграти серію матчів між ним і Сюсаку. Акай Горосаку, відомий спонсор го тих років, почувши про це, виступив спонсором нечуваного змагання, єдиного у своєму роді сандзюбанго (серії з 30 партій) між Сюсаку та Отою. Ігри почалися в 1853, коли 46-річний Ота мав 7 дан, а 24-річний Сюсаку — 6 дан. Грали по одній партії на тиждень, що частіше, ніж у звичайному дзюбанго. Спочатку положення Юдзо було цілком стійким, але з 11-ї партії Сюсаку вирвався вперед. Після 17 ігор Ота відставав на 4 гри і був виведений на фору «чорні-чорні-білі» (надалі він повинен був з кожних трьох партій дві грати чорними, що є ознакою безумовного лідерства суперника). 21-а партія була зіграна в липні, а 22-а — лише в жовтні (причина такої затримки невідома). 22 партія гралася в будинку Оти, на відміну від інших, які проходили на нейтральній території. Ота знову програв, і місце гри змінили на нейтральне. На 23-й партії матч був завершений. Остання партія тривала майже добу і закінчилася нічиєю, що дозволило Оті в певному сенсі зберегти обличчя (вважається непоганим результатом добитися нічиєї, граючи білими), і на цьому серію було вирішено припинити. Додатковою причиною для припинення гри стало запрошення Сюсаку на замкові ігри.

### Смерть
У 1862, під час епідемії холери, що охопила Японію, Сюсаку захворів, доглядаючи хворих в школі Хон'імбо, і помер 10 серпня. Йому було лише 33 роки.

## Ім'я Сюсаку в теорії ґо
Ім'я Сюсаку має стратегія початку гри — «Сюсаку-фусекі», в якій чорні першими двома ходами ставлять два комоку на одній стороні дошки, а потім відповідають на підхід білих дуже стійким косумі. Це фусекі дозволяє чорним заспокоїти гру, все ж зберігаючи перевагу першого ходу. Сюсаку активно застосовував це фусекі при грі чорними й розробляв його, хоча і не був його винахідником. «Сюсаку-фусекі» була однією з найпопулярніших стратегій початку гри аж до 1930-х років. Запровадження комі як компенсації за право першого ходу змусило чорних активніше боротися за ініціативу, тому цей тип фусекі вийшов з ужитку.

## У мистецтві
В аніме-серіалі та манзі «Hikaru no Go» Сюсаку втілений у персонажі, що одержимий духом вигаданого гравця на ім'я «Фудзівара но Сай». За сюжетом серіалу та манги Сюсаку ще дитиною зустрівся з духом Сая, зміг оцінити його видатний талант і дозволив Саю грати всі ігри замість себе.